# Панте-Макасар
Панте-Макассар (порт. Pante Macassar) — город и подрайон в Восточном Тиморе.

## География
Расположен в эксклаве Окуси-Амбено, который расположен в западной части острова Тимор, примерно в 281 км от столицы Восточного Тимора, города Дили, на высоте 189 м над уровнем моря. Является административным центром Окуси-Амбено.

## Население
По данным на 2010 год население подрайона составляет 35 226 человек.